# توزان ديناميكي
التوزان الديناميكي هو فرع من الميكانيكا التي تهتم بتأثيرات القوى على حركة الجسم أو نظام الجسم، خاصةً القوى التي لا تنشأ داخل النظام نفسه. التوازن الديناميكي هو قدرة الجسم على التوازن أثناء الحركة أو التبديل بين المواضع.